# Йосип Вебер
Йосип Вебер (фр. Josip Weber, 16 листопада 1964, Славонський Брод — 8 листопада 2017, Славонський Брод) — югославський, хорватський, а згодом бельгійський футболіст, що грав на позиції нападника.
Виступав, зокрема, за клуб «Серкль», а також національні збірні Хорватії та Бельгії.
Володар Кубка Югославії. Чемпіон Бельгії. Володар Суперкубка Бельгії. Триразовий найкращий бомбардир чемпіонату Бельгії.

## Клубна кар'єра
У дорослому футболі дебютував 1982 року виступами за команду клубу «Славонський Брод» з рідного міста, в якій провів три сезони.
Згодом з 1985 по 1988 рік грав у складі команд клубів «Хайдук» (Спліт) та «Динамо» (Вінковці).
Своєю грою за останню команду привернув увагу представників тренерського штабу клубу «Серкль», до складу якого приєднався 1988 року. Відіграв за команду з Брюгге наступні шість сезонів своєї ігрової кар'єри. Більшість часу, проведеного у складі «Серкля», був основним гравцем атакувальної ланки команди. У складі «Серкля» був одним з головних бомбардирів команди, маючи середню результативність на рівні 0,67 голу за гру першості. Протягом 1991—1994 років тричі поспіль ставав найкращий бомбардиром сезону в чемпіонаті Бельгії.
Завершив професійну ігрову кар'єру у клубі «Андерлехт», за команду якого виступав протягом 1994—1997 років. За цей час виборов титул чемпіона Бельгії.
Помер 8 листопада 2017 року на 53-му році життя у рідному місті Славонський Брод від онкологічного захворювання.

## Виступи за збірні
1992 року провів три офіційні матчі у складі національної збірної Хорватії, в яких відзначився забитим голом.
1994 року, напередодні тогорічного чемпіонату світу, нападник, який на той момент тричі поспіль ставав найкращим голеодором бельгійської футбольної першості, отримав пропозицію змінити футбольне громадянство і мати можливість захищати кольори збірної Бельгії на цьому мундіалі. Взяв участь у двох контрольних матчах збірної перед світовою першістю, в яких забив шість голів, у тому числі п'ять з дев'яти м'ячів своєї команди у грі проти збірної Замбії, і був включений до заявки бельгійців на мундіаль. На ЧС-1994 взяв участь в усіх чотирьох матчах Бельгії на турнірі (3 гри групового етапу та програний матч 1/8 фіналу), проте голів на його полях не забивав. Того ж 1994 року взяв участь у ще двох іграх бельгійської збірної, довівши їх загальну кількість до 8, після чого до її лав більше не залучався.

## Титули і досягнення

### Командні
- Володар Кубка Югославії (1):

«Хайдук» (Спліт): 1986–1987
- Чемпіон Бельгії (1):

«Андерлехт»: 1994–1995
- Володар Суперкубка Бельгії (1):

«Андерлехт»: 1995

### Особисті
- Найкращий бомбардир чемпіонату Бельгії (3):

1991–1992 (26), 1992–1993 (31), 1993–1994 (31)